# Melanagromyza caucensis
Melanagromyza caucensis este o specie de muște din genul Melanagromyza, familia Agromyzidae, descrisă de Steyskal în anul 1972.
Este endemică în Columbia. Conform Catalogue of Life specia Melanagromyza caucensis nu are subspecii cunoscute.